# Campeonato Panamericano de Judo
El Campeonato Panamericano de Judo es la competición de judo más importante a nivel panamericano. Fue organizado entre 1952 y 2008 por la Unión Panamericana de Judo, y desde 2009 por la Confederación Panamericana de Judo.

## Ediciones
| N.º     | Año  | Sede                | País                 |
| ------- | ---- | ------------------- | -------------------- |
| I       | 1952 | La Habana           | Cuba                 |
| II      | 1956 | La Habana           | Cuba                 |
| III     | 1958 | Río de Janeiro      | Brasil               |
| IV      | 1960 | Ciudad de México    | México               |
| V       | 1965 | Ciudad de Guatemala | Guatemala            |
| VI      | 1968 | San Juan            | Puerto Rico          |
| VII     | 1970 | Londrina            | Brasil               |
| VIII    | 1972 | Buenos Aires        | Argentina            |
| IX      | 1974 | Ciudad de Panamá    | Panamá               |
| X       | 1976 | Maracaibo           | Venezuela            |
| XI      | 1978 | Buenos Aires        | Argentina            |
| XII     | 1980 | Isla de Margarita   | Venezuela            |
| XIII    | 1982 | Santiago            | Chile                |
| XIV     | 1984 | Ciudad de México    | México               |
| XV      | 1985 | La Habana           | Cuba                 |
| XVI     | 1986 | Salinas             | Puerto Rico          |
| XVII    | 1988 | Buenos Aires        | Argentina            |
| XVIII   | 1990 | Caracas             | Venezuela            |
| XIX     | 1992 | Hamilton            | Canadá               |
| XX      | 1994 | Santiago            | Chile                |
| XXI     | 1996 | San Juan            | Puerto Rico          |
| XXII    | 1997 | Guadalajara         | México               |
| XXIII   | 1998 | Santo Domingo       | República Dominicana |
| XXIV    | 1999 | Montevideo          | Uruguay              |
| XXV     | 2000 | Orlando             | Estados Unidos       |
| XXVI    | 2001 | Córdoba             | Argentina            |
| XXVII   | 2002 | Santo Domingo       | República Dominicana |
| XXVIII  | 2003 | Salvador            | Brasil               |
| XXIX    | 2004 | Isla de Margarita   | Venezuela            |
| XXX     | 2005 | Caguas              | Puerto Rico          |
| XXXI    | 2006 | Buenos Aires        | Argentina            |
| XXXII   | 2007 | Montreal            | Canadá               |
| XXXIII  | 2008 | Miami               | Estados Unidos       |
| XXXIV   | 2009 | Buenos Aires        | Argentina            |
| XXXV    | 2010 | San Salvador        | El Salvador          |
| XXXVI   | 2011 | Guadalajara         | México               |
| XXXVII  | 2012 | Montreal            | Canadá               |
| XXXVIII | 2013 | San José            | Costa Rica           |
| XXXIX   | 2014 | Guayaquil           | Ecuador              |
| XL      | 2015 | Edmonton            | Canadá               |
| XLI     | 2016 | La Habana           | Cuba                 |
| XLII    | 2017 | Ciudad de Panamá    | Panamá               |
| XLIII   | 2018 | San José            | Costa Rica           |
| XLIV    | 2019 | Lima                | Perú                 |
| XLV     | 2020 | Guadalajara         | México               |
| XLVI    | 2021 | Guadalajara         | México               |
| XLVII   | 2022 | Lima                | Perú                 |
| XLVIII  | 2023 | Calgary             | Canadá               |
| XLIX    | 2024 | Río de Janeiro      | Brasil               |
| L       | 2025 | Santiago            | Chile                |

## Medallero histórico
- Actualizado hasta Santiago 2025.[2]

| Núm. | País                 | Oro | Plata | Bronce | Total |
| ---- | -------------------- | --- | ----- | ------ | ----- |
| 1    | Brasil               | 210 | 168   | 185    | 563   |
| 2    | Cuba                 | 187 | 91    | 130    | 408   |
| 3    | Canadá               | 76  | 98    | 150    | 324   |
| 4    | Estados Unidos       | 73  | 92    | 176    | 341   |
| 5    | Venezuela            | 38  | 38    | 98     | 174   |
| 6    | Argentina            | 26  | 57    | 123    | 206   |
| 7    | Ecuador              | 15  | 18    | 62     | 95    |
| 8    | República Dominicana | 12  | 18    | 67     | 97    |
| 9    | Colombia             | 12  | 15    | 37     | 64    |
| 10   | Puerto Rico          | 11  | 20    | 54     | 85    |
| 11   | México               | 7   | 34    | 75     | 116   |
| 12   | Chile                | 6   | 4     | 33     | 43    |
| 13   | Australia            | 4   | 3     | 8      | 15    |
| 14   | El Salvador          | 2   | 3     | 8      | 13    |
| 15   | Panamá               | 1   | 0     | 5      | 6     |
| 16   | Costa Rica           | 1   | 0     | 4      | 5     |
| 17   | Perú                 | 0   | 7     | 17     | 24    |
| 18   | Haití                | 0   | 4     | 8      | 12    |
| 19   | Guatemala            | 0   | 2     | 2      | 4     |
| 19   | Nueva Zelanda        | 0   | 2     | 2      | 4     |
| 21   | Nicaragua            | 0   | 1     | 1      | 2     |
| 22   | Uruguay              | 0   | 0     | 7      | 7     |
| 23   | IJF                  | 0   | 0     | 2      | 2     |
| 24   | Guam                 | 0   | 0     | 1      | 1     |
| 24   | Honduras             | 0   | 0     | 1      | 1     |
| 24   | Jamaica              | 0   | 0     | 1      | 1     |
| 24   | Paraguay             | 0   | 0     | 1      | 1     |
|      | TOTAL                | 680 | 676   | 1258   | 2614  |